# Ercole Ferrata

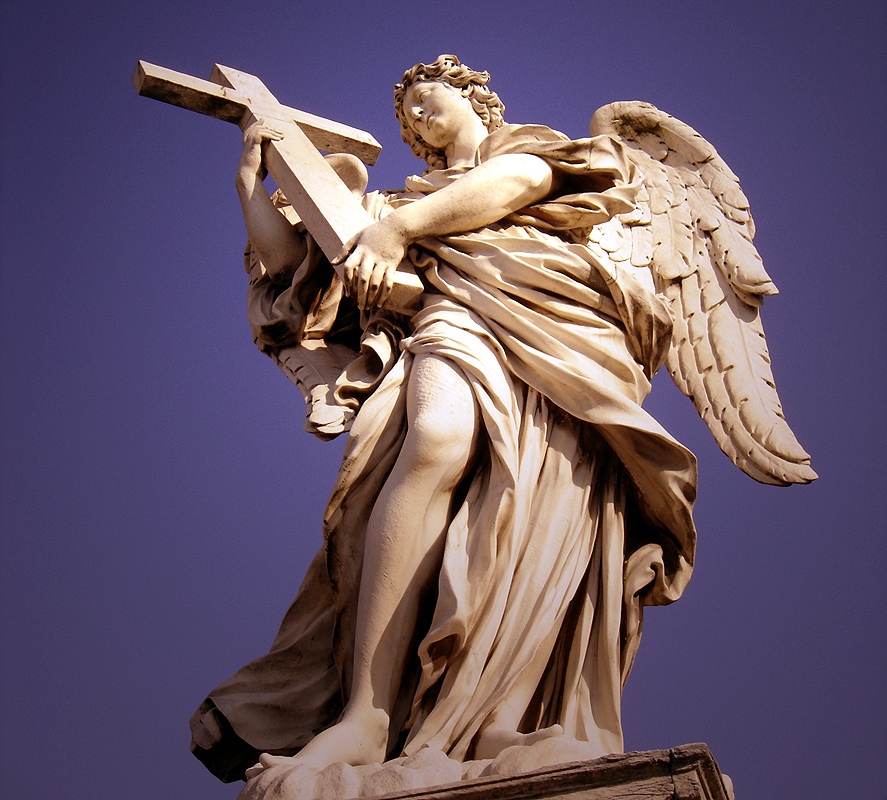
Engel met het Kruis, Engelenbrug

Ercole Ferrata (Como, 1610 — Rome, 1686) was een Italiaans beeldhouwer ten tijde van de barok.

## Biografie
Ferrata ging aanvankelijk in de leer bij Alessandro Algardi, en werd een van zijn eerste assistenten. Toen zijn mentor stierf, werkten Ercole en een andere assistent, Domenico Guidi, Algardi's onvoltooid werk Visioen van Sint Nikolaas af. Dit is te bewonderen in  San Nicola da Tolentino.
De stijl die Ferrata hanteerde komt goed overeen met de expressieve stijl van Bernini en dit in tegenstelling tot Algardi. Zijn twee bekendste werken staan in de Sant'Agnese in Agone te Rome en zijn getiteld De Dood van de Heilige Agnes (1660-64) en De Steniging van Sant'Emerenziana (1660). Dit laatste, een reliëf in marmer, werd wel beïnvloed door Algardi, hoewel het bovenste deel afgewerkt werd door een van zijn leerlingen, nl. Leonardo Retti in 1689-1709. Onder leiding van Bernini maakte hij de Engel met het Kruis voor de Engelenbrug en naar verluidt zou hij ook het Olifantje van Bernini afgewerkt hebben, dat te zien is voor de Santa Maria sopra Minerva en daar een obelisk rechthoudt.
In zijn begindagen werkte hij samen met Cosimo Fanzago en Giuliano Finelli in Napels. Ook maakte hij het beeld Sint Catherina van Siena voor de Chigi-kapel in de kathedraal van Siena. Samen met Francisco Aprile maakte hij Sant'Anastasia in de Santa Anastasia-kerk te Rome.
In 1673, toen Cosimo III de' Medici, groothertog van Toscane, een academie in de Villa Madama te Rome oprichtte, plaatste hij deze onder leiding van Ercole Ferrata en de kunstschilder Cirro Ferri.  Ferri werkte samen aan fresco's met Pietro da Cortona voor het Palazzo Pitti.
Hij maakte Kind gedragen door Fauna, dat verkocht werd aan Filips V van Spanje. Ferrata is minder bekend voor het feit dat hij op elegante manier de Venus de' Medici restaureerde. "Hij toonde een bijzondere handigheid in het maken van net die toevoegingen, die nodig zijn om een toegetakeld beeld weer op te knappen en aantrekkelijk te maken, dixit Haskell & Penny.
Van de generatie na Bernini en Algardi, met onder andere Domenico Guidi en Antonio Raggi, zou Ferrata de meest succesvolle studio leiden die zich specialiseerde in het opleiden van beeldhouwers. Onder Ferrata's pupillen behoren onder meer de Florentijnse Giovanni Battista Foggini en Melchiorre Caffà, die optrad als Ercole's assistent. Hij leidde ook  Leonardo Retti, Francesco Aprile, Michele Maglia, Filippo Carcani, Giuseppe Mazzuoli, Lorenzo Ottoni, en Giuseppe Rusnati op. Een van zijn laatste studenten was Camillo Rusconi, die naar Rome trok in 1686 en er kort in zijn studio werkte.
- Gemeinsame Normdatei: 130496340
- International Standard Name Identifier: 0000 0000 6688 6968
- Library of Congress Control Number: nr2005018140
- Nationale Bibliotheek van Israël: 987007454646205171
- RKD-Nederlands Instituut voor Kunstgeschiedenis: 343595
- Istituto Centrale per il Catalogo Unico: TO0V644360
- SNAC: w63x9www
- Système universitaire de documentation: 095095837
- Union List of Artist Names: 500024379
- Virtual International Authority File: 70038936
- WorldCat: E39PBJw4y4PQW8BF6YjCrjvWDq